# 한국교원대학교 총장 목록
한국교원대학교 총장(韓國敎員大學校 總長)은 한국교원대학교의 교무를 통할하고 소속 교직원을 감독하며, 학생을 지도하고 학교를 대표한다. 임기는 4년이다. 각 권역 교육대학 총장이 차관급 예우를 받는 것과 다르게 종합교원양성대학인 한국교원대학교의 총장은 장관급 예우를 받는다.
| 대수   | 이름   | 임기                      | 선출 방식 | 비고                |
| ------ | ------ | ------------------------- | --------- | ------------------- |
| 제1대  | 이규호 | 1984. 3. 20 ~ 1985. 3. 4  | 관선      | 제25대 문교부장관   |
| 제2대  | 권이혁 | 1985. 3. 5 ~ 1988. 2. 15  | 관선      | 제26대 문교부장관   |
| 제3대  | 신극범 | 1988. 2. 16 ~ 1992. 2. 15 | 관선      | 교육학과 교수       |
| 제4대  | 신극범 | 1992. 2. 16 ~ 1996. 2. 15 | 직선      | 교육학과 교수       |
| 제5대  | 우종옥 | 1996. 2. 16 ~ 2000. 2. 15 | 직선      | 지구과학교육과 교수 |
| 제6대  | 정완호 | 2000. 2. 21 ~ 2004. 2. 20 | 간선      | 생물교육과 교수     |
| 제7대  | 박배훈 | 2004. 3. 2 ~ 2008. 3. 1   | 직선      | 수학교육과 교수     |
| 제8대  | 권재술 | 2008. 3. 2 ~ 2012. 3. 1   | 직선      | 물리교육과 교수     |
| 제9대  | 김주성 | 2012. 3. 2 ~ 2016. 3. 1   | 직선      | 일반사회교육과 교수 |
| 제10대 | 류희찬 | 2016. 3. 14 ~ 2020. 3. 13 | 공모      | 수학교육과 교수     |
| 제11대 | 김종우 | 2020. 3. 27 ~ 2024. 4. 21 |           | 교수                |
| 제12대 | 차우규 | 2024. 4. 22 ~             |           | 교수                |

## 같이 보기
- 한국교원대학교